# Station Paleisstraat
Station Paleisstraat (Frans: Gare de la rue des Palais) is een voormalige spoorweghalte langs spoorlijn 161 (Brussel - Namen) in de Brusselse gemeente Schaarbeek (België). 
De halte heeft nog geen 20 jaar bestaan en werd in 1884 gesloten.